# Хардкор-скинхеды
Хардкор-скинхеды — ответвление скинхедов, которое в основном ассоциируется с хардкор-панк-сценой, а не Oi!, ска или регги.
Начиная с 1984 года, скинхеды стали всё более активно появляться в хардкор-сцене Нью-Йорка, одновременно хардкор-скинхед-сцена стала появляться в Детройте, Чикаго, Сиэтле и Бостоне. Пиком становления скинхедов в хардкор-сцене считается 1988 год.
Хардкор-скинхеды стали распространёнными в конце первой волны хардкора, что дало жизнь новой эпохи среди уличной молодёжи. Многие из ключевых в Нью-Йорке хардкор-групп испытывали сильное влияние набиравшей в то время популярность трэш-метал-сцены. В начале 1990-х годов начался резкий спад участия скинхедов в хардкор-сцене, многие из скинхедов перешли к американской Oi!-сцене. Тем не менее, эти американские Oi!-группы сильно отличались от своих британских предшественников. Хардкор-сцена скинхедов не полностью исчезла в Нью-Йорке, до сих пор существуют такие группы, как Agnostic Front.

## Стиль и одежда
Хотя характерные черты британской волны скинхедов все же остались (бомбер, бритые головы, высокие ботинки), стиль хардкор скинхедов менее строгий, чем стиль классических скинов Англии. Пункты, которые популярны в субкультуру хардкор скинхедов, включают: армейские куртки MA-1, M-65, толстовки худи, кроссовки (в частности, «самбы» Adidas). Некоторые элементы стиля были ответом на стереотип английской моды, другие — протестом против неё. В России и за рубежом весь этот стиль-мода очень популярны и с каждым годом всё набирает обороты
- Warzone (NY)
- Suburban Uprise (pre-Uprise) (Philly)
- The Uprise (Philly)
- Justified Violence (NY)
- Burden Of Proof (NY)
- Strict Ascending Order (pre-No Alibi) (NY)
- No Alibi (NY)
- Sick Society (NY)
- American Eagle (NY)
- Youth Defense League (NY)
- Disciplinary Action (NY)
- The Elite (NY)
- PowerSurge (CT)
- E Pluribus Unum (NJ)
- Mass Corruption (MN)